# مارک زندی

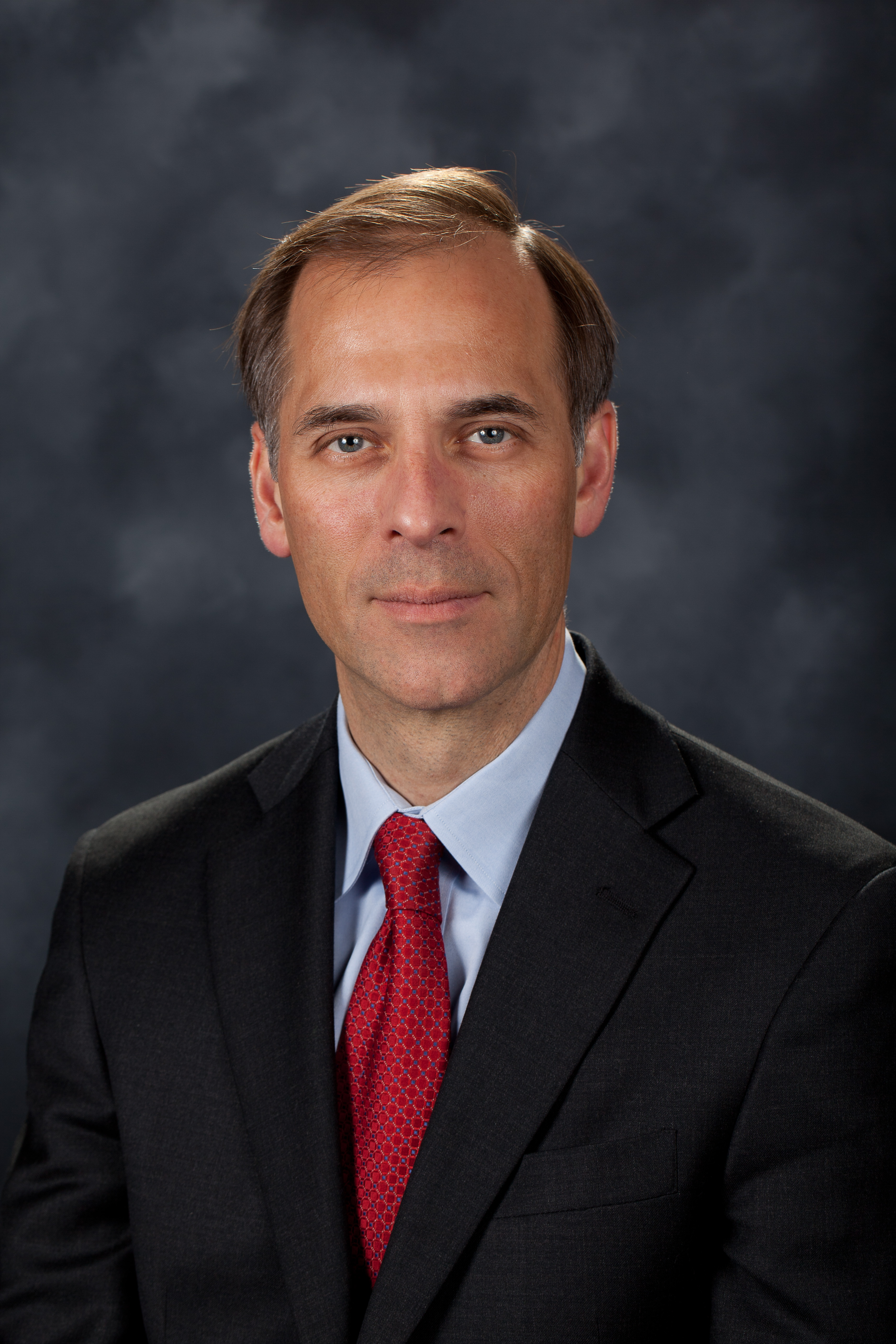
مارک زندی، اقتصاددان و تحلیلگر اقتصادی - ۲۰۱۲

مارک زندی (به انگلیسی: Mark Zandi) (زادهٔ ۱۹۶۰ آتلانتا) اقتصاددان و تحلیلگر اقتصادی برجستهٔ آمریکایی ایرانی-تبار است.
او دانش‌آموختهٔ دکترای مدرسه وارتون دانشگاه پنسیلوانیا، و هم‌اکنون ساکن فیلادلفیا است. زندی مشاور اصلی اقتصادی جان مک‌کین بود.

## آثار
از مهمترین کتاب‌های او می‌توان آثار زیر را برشمرد:
- Financial Shock: Global Panic and Government Bailouts--How We Got Here and What Must Be Done to Fix It
- Financial Shock: A 360º Look at the Subprime Mortgage Implosion, and How to Avoid the Next Financial Crisis
- Paying the Price: The New Economic Mess We Have Created and How to Get Out of It